# 끼엔푹 (연호)
끼엔푹(베트남어: Kiến Phúc / 建福 건복 / 1884년)는 베트남 응우옌 왕조(阮朝) 끼엔푹 황제(建福帝) 응우옌 푹 하오(阮福昊)의 연호이다.

## 개원
- 뜨득(嗣德) 36년 11월 3일[1](그레고리력 1883년 12월 2일)에 연호를 끼엔푹(建福)으로 정하고, 다음 해 1월 1일[2](그레고리력 1884년 1월 28일)에 개원함.[3][4][5]

- 끼엔푹(建福) 원년 6월 12일[6](그레고리력 1884년 8월 2일)에 연호를 함응이(咸宜)로 정하고, 다음 해 1월 1일[7](그레고리력 1885년 2월 15일)에 개원함.[8][9][5]

## 연대 대조표
| 끼엔푹 | 서기 (西紀) | 간지 (干支) | 청나라 연호     | 일본 연호         |
| 원년   | 1884년      | 갑신 (甲申) | 광서(光緖) 10년 | 메이지(明治) 17년 |

## 동시대 연호

### 중국
청(淸)
- 광서(光緖) (1875년 ~ 1908년)

### 일본
- 메이지(明治) (1868년 ~ 1912년)

### 란방공화국
- 난방(蘭芳) (1777년 ~ 1884년)

## 같이 보기
- 다른 왕조의 같은 연호
  - 신라(新羅) 건복(建福, 584년 ~ 634년)
  - 북요(北遼) 건복(建福, 1122년)

- 베트남의 연호